# Маленко, Наталья Фёдоровна
Наталья Фёдоровна Маленко (укр. Маленко Наталія Федорівна; род. 31 июля 1959, Мичуринск, Тамбовская область, РСФСР, СССР) — украинский и российский политик. Глава администрации Симферополя с 14 декабря 2018 года по 30 сентября 2019 года. В сентябре 2020 года избрана депутатом Государственного совета Республики Крым.

## Биография
Родилась 31 июля 1959 года в городе Мичуринске Тамбовской области.
Выпускница симферопольской школы № 40. Имеет высшее образование: в 1984 году окончила Симферопольский государственный университет имени М. В. Фрунзе по специальности «Историк», получив квалификацию «Преподаватель истории и обществоведения». В 2012 году также окончила ООО «Межрегиональная финансово-юридическая академия» по специальности «Правоведение», получив квалификацию «Юрист».
Трудовую деятельность начала в 1976 году чертёжницей завода телевизоров в Симферополе.
С августа 1977 года по декабрь 1979 года старшая вожатая общеобразовательной школы № 40 (г. Симферополь).
С декабря 1979 года по август 1984 года — председатель профкома учащихся технического училища № 1 (г. Симферополь).
С августа 1984 года по апрель 1986 года — учитель истории средней школы № 17 (г. Симферополь).
С апреля 1986 года по август 1989 года — 1-й секретарь Центрального райкома ЛКСМУ (г. Симферополь).
С августа 1989 года по август 1991 года — начальник отдела кадров филиала ЦИР «Волна».
С августа 1991 года по август 1994 года — заместитель директора по учебно-воспитательной работе специализированной общеобразовательной школы № 24 города Симферополя.
С августа 1994 года по ноябрь 1999 года — учитель истории специализированной общеобразовательной школы I—III ступеней № 24 (г. Симферополь).
С ноября 1999 года по май 2006 года — директор специализированной общеобразовательной школы I—III ступеней № 24 (г. Симферополь).
С мая 2006 года по сентябрь 2014 года — председатель Киевского районного совета Симферополя. Член Партии регионов.
С 2012 года по 2014 год являлась помощником депутата Владимира Бойко.
С сентября 2014 года по октябрь 2016 года — председатель Комитета Государственного совета Республики Крым по труду, социальной защите, здравоохранению и делам ветеранов.
С октября 2016 года по ноябрь 2018 года — первый заместитель Председателя Государственного совета Республики Крым.
С 14 декабря 2018 года по 30 сентября 2019 года — глава администрации города Симферополя.
С 30 сентября 2020 года — депутат Государственного совета Республики Крым.
Замужем.

## Награды
- Благодарность Председателя Совета министров Автономной Республики Крым (2008)
- Почётное звание «Заслуженный работник местного самоуправления в Автономной Республике Крым» (2009)
- Знак отличия Автономной Республики Крым «За верность долгу» (2012)
- Медаль «За защиту Крыма» (2014)
- Орден святой великомученицы Варвары I степени (2019)[11]
- Орден «За верность долгу» (2019)[12]
- Грамота Президиума Государственного Совета Республики Крым (2022)[13]
- Отличник образования Украины[14]
- Медаль Республики Крым «За отличие в труде» (2024)[15]